# Isaiah West Taber

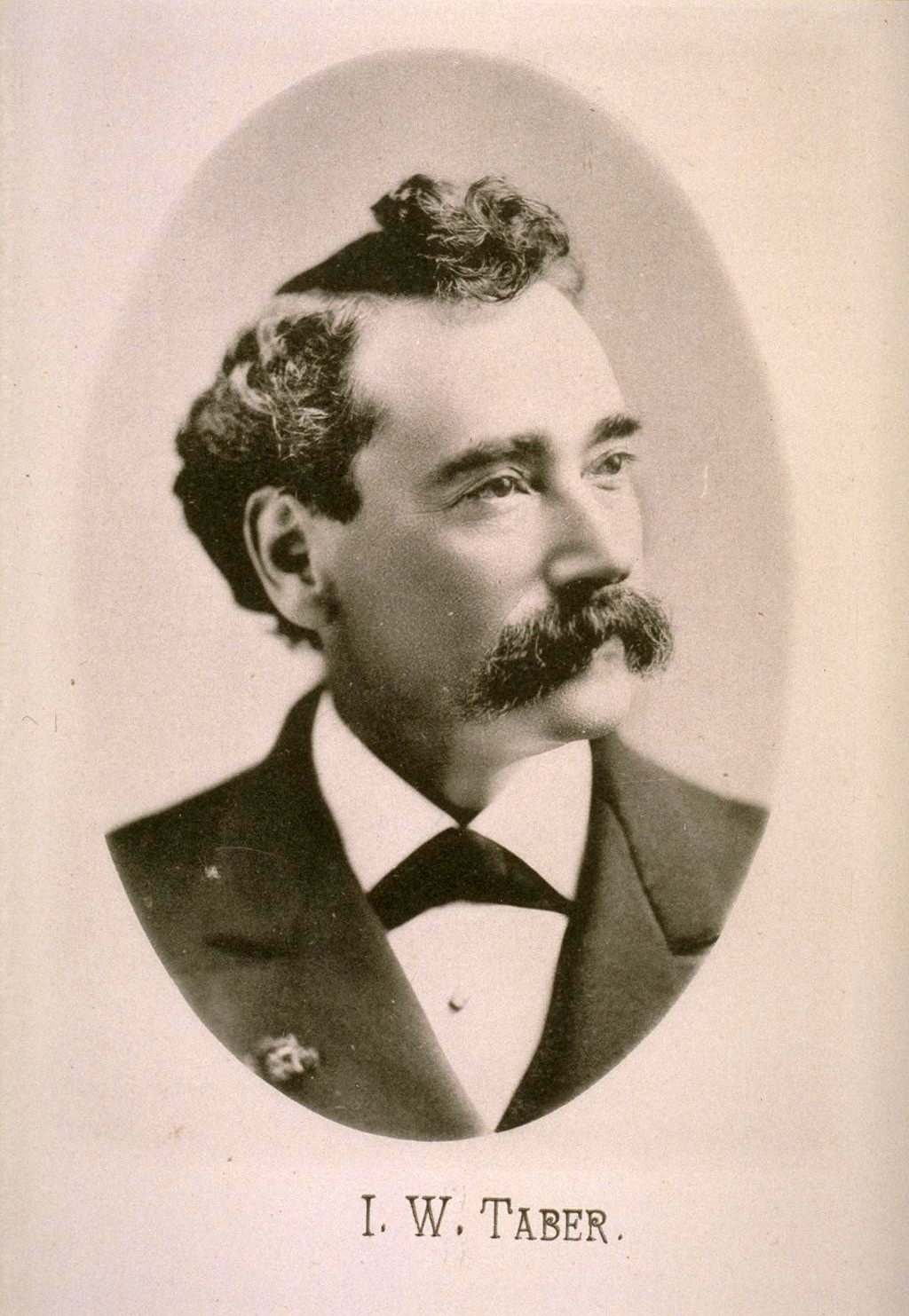
Isaiah W. Taber

Isaiah West Taber (* 17. August 1830 in New Bedford (Massachusetts); † 2. Februar 1912 in San Francisco, Kalifornien) war ein US-amerikanischer Fotograf.

## Leben
Isaiah West Tabers Eltern waren der Schiffbauer Freeman Taber (1799–1881) und seine Frau Louisa, geborene Dean (1805–1886). Bereits 1845, im Alter von nur 15 Jahren, heuerte Taber auf einem Walfangschiff an und arbeitete vier Jahre lang, bis 1849, im Walfang im Nord-Pazifik. 1850, also während des kalifornischen Goldrauschs (von 1848 bis 1854), ging er nach Kalifornien, wo er vier Jahre lang als Minenarbeiter und Goldschürfer tätig war. 1854 kehrte er in seine Geburtsstadt New Bedford zurück, wurde Dentist und eröffnete eine eigene Praxis. Zu dieser Zeit begann er, sich für Fotografie zu interessieren.
Er ging nach Syracuse, New York, wo er Berufsfotograf wurde und sein erstes Fotostudio eröffnete. Im Jahr 1864 ging er nach San Francisco und arbeitete dort bis 1871 für die Fotografen William Herman Rulofson (1826–1878) und Henry William Bradley (1813–1891), deren Studio sich in der Montgomery Street 429 befand. Im Jahr 1871 eröffnete Taber sein eigenes Studio, ebenfalls in der Montgomery Street in San Francisco. Tabers Galerie entwickelte sich rasch zu einem einträglichen Geschäft; er wurde für seine Portraitfotografien bekannt und für seine große Sammlung von Ansichten aus dem Westen, insbesondere aus Kalifornien, von denen viele von anderen, nicht namentlich genannten Fotografen aufgenommen worden waren. Unter Tabers Namen erschienen auch viele Aufnahmen seines Fotografen-Kollegen Carleton Watkins, nachdem dieser im Jahr 1876 in Konkurs gefallen war.
Zumindest im Jahr 1881 arbeitete der Fotograf Amasa Plummer Flaglor (* 24. Dezember 1848 in New Brunswick, Canada) für Taber.
Taber hat unter anderem Aufnahmen des Fotografen Adam C. Varela aus Süd-Kalifornien publiziert.
Ein großer Teil der Fotografien in Tabers Sortiment waren Stereoskopien.
Viele Aufnahmen aus Tabers Bestand zeigten Ansichten von touristischem Interesse und andere Sehenswürdigkeiten. Im Jahr 1875 führte Taber die „Promenade Card“ ein, eine Panorama-Postkarte in einem extremen Querformat von etwa 9,5 × 17,8 Zentimetern (3 ¾ × 7 inches), meist mit Küsten-Ansichten aus San Francisco bedruckt.
Taber war verheiratet und hatte zwei Töchter, Daisy und Louise.
1880 unternahm eine sechswöchige Reise auf die damals noch von den USA unabhängigen Hawaii-Inseln, wo er unter anderem den hawaiianischen König Kalākaua fotografierte. Dieser stattete 1881 Taber einen Gegenbesuch in dessen Studio in San Francisco ab, wo zu dieser Zeit der japanische Fotograf Suzuki Shin’ichi (1855–1912) hospitierte, der ebenfalls Aufnahmen von Kalākaua anfertigte. Möglicherweise war Suzuki Shin’ichi der Urheber einiger Fotografien von japanischen Motiven in Tabers Sammlung.
Silas Wright Selleck, einer der ersten Photographen in Kalifornien (geb. zwischen 1828 und 1830, gest. 17. Juni 1885), arbeitete ab 1885, in seinen letzten Lebensmonaten, für Taber.
Seit etwa 1890 betrieb Taber eine Filiale seines Fotogeschäftes in London.
Taber wurde offizieller Fotograf der „California Midwinter International Exposition“ von 1894 in San Francisco. Im Jahr 1897 fuhr er nach London, um dort offizielle Fotos vom britischen König Eduard VII. und vom Festumzug aus Anlass des 60-jährigen Kron-Jubiläums der Königin Victoria zu machen.
In den späten 1890er Jahren war John Jay Cook († 1904) stellvertretender Direktor von „I. W. Taber & Company“
Im Jahr 1906, durch den von einem Erdbeben ausgelösten großen Brand von San Francisco, wurde Tabers Bestand an Glasplatten-Negativen und damit die Existenzgrundlage seiner Fotogalerie zerstört. Taber war zu diesem Zeitpunkt 76 Jahre alt.
Taber starb im Februar 1912 im Alter von 82 Jahren in San Francisco.